# Jazz at Ann Arbor
Jazz at Ann Arbor est un album du trompettiste de jazz Chet Baker enregistré en public à l’Université du Michigan en 1954 et publié par la maison de disque Pacific Jazz.

## Réception
Écrivant pour le site web spécialisé Allmusic, Lindsay Planer note que « Chet Baker était au meilleur de sa forme lors de l'enregistrement de ce concert du 9 mai 1954 au temple maçonnique d'Ann Arbor. »

## Personnel
- Chet Baker - trompette
- Russ Freeman - piano
- Carson Smith - contrebasse
- Bob Neel - batterie